# میدان دبروکر

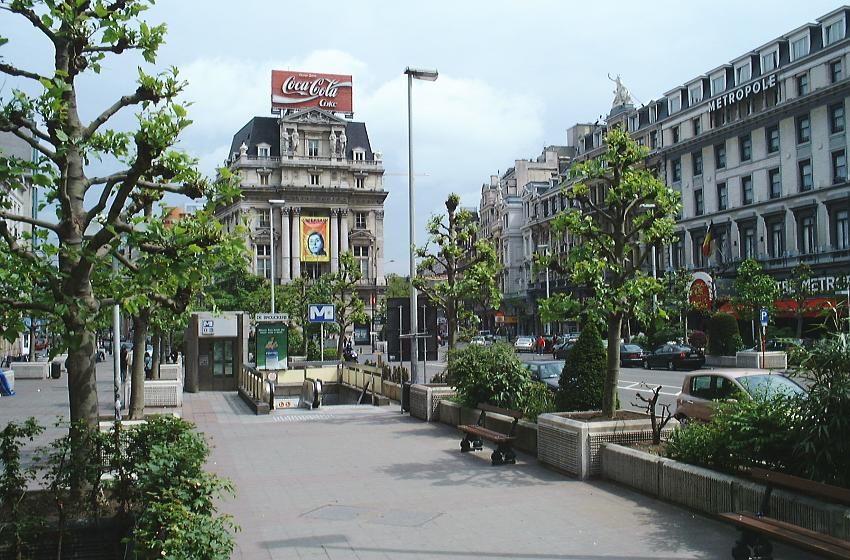
میدان و مترو دبروکر

میدان دبروکر (Place de Brouckère) میدانی در مرکز شهر بروکسل در کشور بلژیک می‌باشد. این میدان به یادبود شهردار بروکسل چارل دبروکر (۱۷۹۶–۱۸۶۰) نامگذاری شده است.
شارل دبروکر همچنین استاد دانشگاه آزاد بروکسل و چهره سیاسی نامدار و دوست داشتنی بلژیک است. او به ویژه در انقلاب ۱۸۳۰ که کشور بلژیک را پدیدآورد چهره‌ای سازنده بوده است.
در میدان دبروکر بروکسل ایستگاه مترویی نیز به همین نام هست.